# 賣太神社
賣太神社（めたじんじゃ、売太神社）は、奈良県大和郡山市の稗田環濠集落の端にある神社である。式内社で、旧社格は県社。

## 祭神
古事記編纂に携わった稗田阿礼を主斎神（主祭神）、天鈿女命、猿田彦命を副斎神（配祀神）として祀る。
稗田阿礼命は学問の神、物語の神。天鈿女命は芸能の始祖神。猿田彦命は土地・方位の神であり、天鈿女命の夫神である。稗田阿礼は猿女君稗田氏の出で、天鈿女命は猿女君の祖神・氏神である。
中世には「祭神不詳」とされていた。

## 歴史
稗田は天鈿女命を祖とする猿女君稗田氏の本拠地であり、祖先の廟祠として推古朝時代までには創建されたものとみられる。奈良時代には、稗田集落西辺に、平城京に通じる水陸両用の主要幹線道路である「下つ道」もあり、そこから多数の祭祀道具が発掘されたため、かつてこの神社は平城京の羅城門付近に存在しており、都に出入りする人々の穢れを払い、また、交通の安全を祈願する神事の場所でもあったことから、道祖神としての役割もあったとされる。
延喜式神名帳に「大和国添上郡 賣太神社」と記載され、小社に列している。
社名の由来として、猿女君が天皇より多くの養田を賜り、その田を猿女田と呼び、その持ち主を猿女田主と呼んでいたため、後に「猿」の字を略して女田主と呼ぶようになり、その祖神を祀るこの神社を「賣太神社」と称する事になった説が有力である。
江戸時代までは「三社明神」と呼ばれており、1874年（明治7年）に「十三社明神」となり、1891年（明治24年）に「賣田神社」、1942年（昭和17年）に現在の「賣太神社」に改称した。

## 祭事

### 阿礼祭
阿礼祭（あれいさい）は、稗田阿礼の遺徳を偲ぶ祭である。児童文学者の久留島武彦が、アンデルセンに匹敵する「話の神様」は稗田阿礼が最もふさわしいと、全国各地の童話家の協力を得て1930年（昭和5年）に始めたものである。
稗田舞の奉納の後、地域の子供たちが阿礼様音頭、阿礼様祭子どもの歌を奉納する。童話の読み聞かせなども行われる。
2012年（平成24年）4月30日には、古事記編纂1,300年記念として稗田阿礼奉祝祭が執り行われた。
長らく毎年8月16日に行われてきたが、近年の夏の猛暑を考慮して、2025年（令和7年）から5月5日（こどもの日）に変更されることになった。

## 施設
- 春日神社
- 嚴島神社
- 八柱神社
- 語り部の碑

## 脚註
1. ↑  稗田阿礼たたえ奉祝祭 古事記編纂1300年で 産経新聞 2012年4月30日閲覧
2. ↑  “古事記にちなむ奈良の阿礼祭、猛暑に勝てず 8月から5月に変更”. 毎日新聞デジタル.  毎日新聞社 (2025年3月19日). 2025年3月19日閲覧。
3. ↑  “第96回「阿礼祭」の開催について”.   大和郡山市観光協会 (2025年3月23日). 2025年3月29日閲覧。